# Nawałnik duży
Nawałnik duży, nawałnik Leacha (Hydrobates leucorhous) – gatunek niewielkiego ptaka oceanicznego z rodziny nawałników (Hydrobatidae), zamieszkujący północny Atlantyk i północny Pacyfik. Północne populacje zimą migrują do strefy tropikalnej, na Pacyfiku osiągając równik, a na Atlantyku południową Brazylię i RPA. W Polsce pojawia się sporadycznie – do 2018 odnotowano 21 stwierdzeń na terenie kraju i wód przybrzeżnych (obserwowano łącznie 22 osobniki).

## Systematyka
Wielu systematyków umieszcza ten gatunek w rodzaju Oceanodroma. Międzynarodowy Komitet Ornitologiczny (IOC) wyróżnia dwa podgatunki H. leucorhous:
- H. l. leucorhous (Vieillot, 1818) – wybrzeża północnego Atlantyku i Pacyfiku
- H. l. chapmani von Berlepsch, 1906 – wyspy Coronados i San Benito (zachodni Meksyk)

Do niedawna za podgatunki H. leucorhous uznawano też nawałnika meksykańskiego (H. socorroensis) i zimowego (H. cheimomnestes). Wydzielenie tych taksonów do odrębnych gatunków (głównie na podstawie różnic w wokalizacji i morfologii) zostało zaakceptowane przez NACC (North American Classification Committee) w 2016 roku.

## Morfologia
WyglądBrak dymorfizmu płciowego. Ubarwienie ciemnobrązowe, pokrywy skrzydłowe szare, u nasady ogona sercowata biała plama. Ogon dość głęboko wcięty. Dziób i nogi ciemne.
Wymiary i masa ciaładługość ciała ok. 19–21,6 cm
rozpiętość skrzydeł 45,7–48 cm
masa ciała ok. 42,5–51 g

## Ekologia i zachowanie

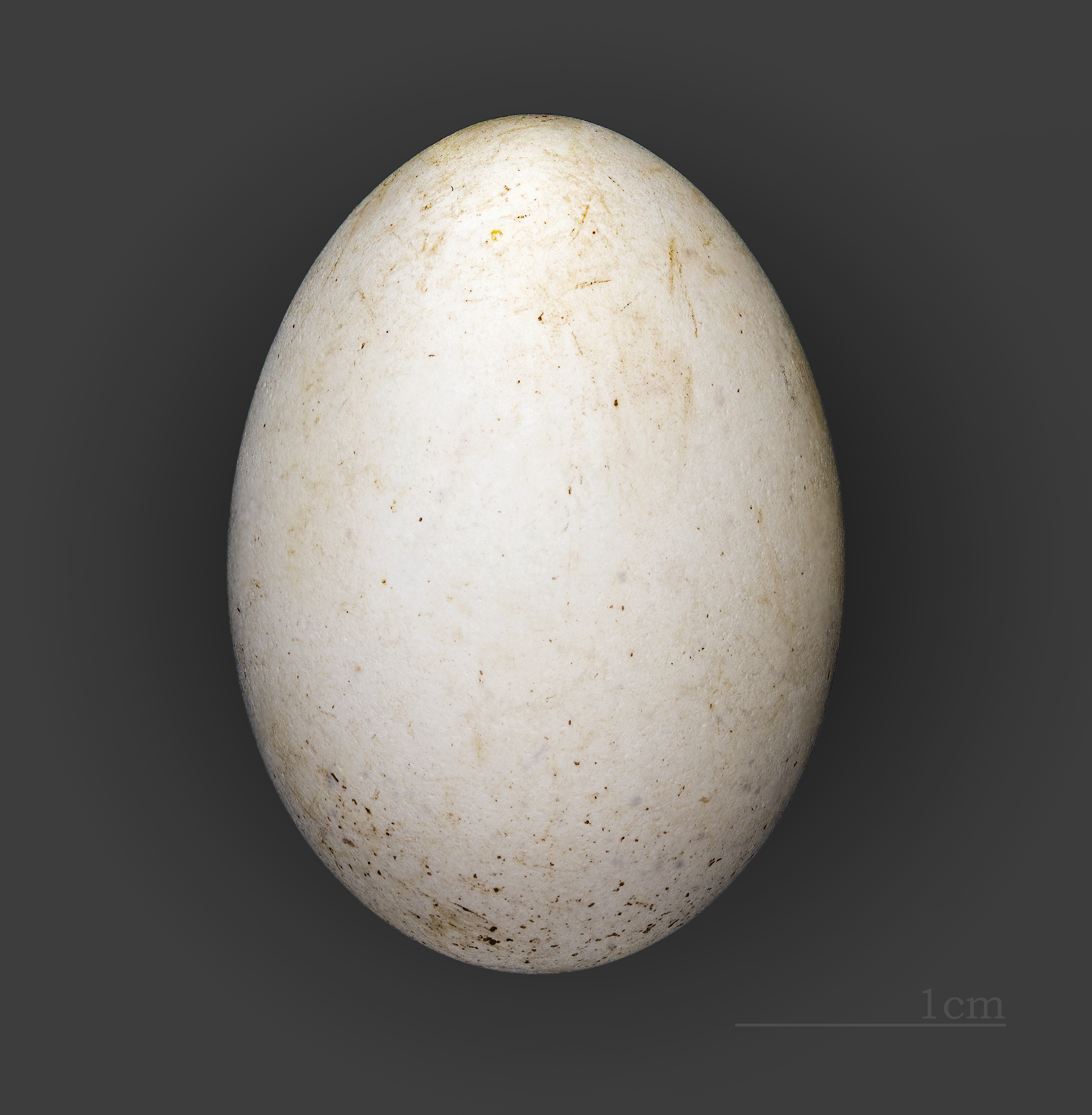
Jajo z kolekcji muzealnej

BiotopOtwarte morza i oceany.
LęgiGnieździ się kolonijnie, na obszarze kolonii hałaśliwy, odzywa się pomrukami i wrzaskami. Gniazdo mieści się w norze, szczelinie skalnej lub opuszczonym budynku. W lęgu 1 białe jajo, inkubacja trwa 41–42 dni; wysiadują oba ptaki z pary. Młode stają się lotne po 63–70 dniach.
ZachowaniePożywienie stanowią skorupiaki planktonowe, małe ryby, mięczaki, głowonogi oraz niewielkie ilości oleju lub innych tłuszczów. Na obszarach lęgowych, odwiedzanych jedynie w nocy, towarzyski, poza tym przebywa samotnie.

## Status i ochrona
Międzynarodowa Unia Ochrony Przyrody (IUCN) klasyfikuje nawałnika dużego jako gatunek narażony (VU, Vulnerable) od 2018, kiedy to dokonano taksonomicznego podziału gatunku. Globalny trend liczebności populacji uznawany jest za spadkowy. W Polsce podlega ścisłej ochronie gatunkowej.